# Kaptagat
Kaptagat es un pueblo cerca de 25 kilómetros al este de Eldoret a lo largo de la carretera B54 en la antigua provincia del Valle del Rift, Kenia. Se encuentra cerca del borde del Gran Valle del Rift, justo al sureste del pueblo de Chepkorio. Administrativamente, es una ubicación en la división Ainabkoi. Su autoridad local es el consejo del condado de Wareng y el distrito electoral es el distrito electoral de Ainabkoi. Aunque geográficamente, Kaptagat se encuentra en los condados de Uasin Gishu y Elgeyo-Marakwet. Una de las ciudades más cercanas es Kimwarer, ubicada a 10 kilómetros al este de Kaptagat.
Históricamente, en Kaptagat vivían los terratenientes coloniales y aún conserva el aire colonial. Los hoteles turísticos Elagerini Camp, Kaptagat Farm Stay y la escuela Kaptagat Preparatory School todavía llevan la marca histórica de la era colonial.
Kaptagat tiene un pequeño hospital. El bosque de Kaptagat se encuentra estratégica y centralmente en los condados de Uasin Gishu y Elgeyo Marakwet en la cuna de corredores de larga distancia de clase mundial, incluidos los famosos Eliud Kipchoge y Geoffrey Kamwowor.
Kaptagat también tiene una estación de tren en la línea que va de Nakuru a Eldoret.

## Campos de entrenamiento de atletismo
En Kaptagat se encuentra el Great Rift Valley Sports Camp, un campo de entrenamiento para muchos corredores kenianos, como Elijah Lagat, Eliud Kipchoge, Moses Tanui y Brimin Kipruto. Kaptagat también alberga el Chepkero Athletics Club, un club que atiende a estudiantes atletas. El campo de entrenamiento de atletismo de Global Sports Communication se encuentra, igualmente, en Kaptagat.